# Colin Murray
Colin Murray (Ballybeen a Dundonald, Irlanda del Nord, 10 de març del 1977) és un presentador de ràdio a la BBC i presentador del canal de televisió Channel Five nord-irlandès, nascut amb el nom de Colin Wright.